# Weißeritzkreis
Der Weißeritzkreis war bis zur Kreisreform 2008 ein Landkreis im Freistaat Sachsen. Seit 1. August 2008 gehört das Gebiet des ehemaligen Landkreises zum Landkreis Sächsische Schweiz-Osterzgebirge. Angrenzende Landkreise waren Freiberg, Meißen, Sächsische Schweiz sowie die kreisfreie Stadt Dresden. Im Süden grenzte der Weißeritzkreis an die Tschechische Republik (Okres Teplice).

## Geographie
Der Name des ehemaligen Kreises beschreibt seine geographische Lage – er lag an Roter und Wilder Weißeritz, die sich noch im Landkreis zur Weißeritz vereinten, südlich der Landeshauptstadt Dresden im Osterzgebirge und dessen Vorland.
Daneben umfasste der Landkreis auch Teile der Täler der Elbnebenflüsse Müglitz (Geising und Glashütte), Lockwitzbach (Reinhardtsgrimma und Kreischa) sowie Wilde Sau (Wilsdruff). Die Wilde Weißeritz, die Müglitz und der Lockwitzbach liegen dabei an ihren Oberläufen nur wenige Kilometer auseinander.
Aus den Rumpfflächen der Pultscholle resultierend besteht die Landschaft des ehemaligen Landkreises neben den Tälern überwiegend aus Hochflächen unter agrarischer und forstlicher Nutzung. Nach Süden, zum Kamm des Osterzgebirges nimmt die Höhenlage stetig zu. Der tiefste Punkt lag bei ca. 160 m ü. NN in Freital, der höchste mit 905 m auf dem Kahleberg bei Zinnwald. Markante Landmarken bildeten der Landberg bei Pohrsdorf, der Windberg in Freital, der Golberoder Zughübel mit der Babisnauer Pappel, die Berge der Karsdorfer Verwerfung mit dem Wilisch, der Luchberg bei Luchau sowie der Geisingberg.
Bekannte Stehgewässer waren die touristisch genutzte Talsperre Malter sowie die zur Trinkwassergewinnung benötigten Talsperren Lehnmühle und Klingenberg. Bei Lauenstein entstand bis 2006 das Rückhaltebecken Müglitztal.
Bedeutende Waldgebiete des ehemaligen Kreises sind der Tharandter Wald, die Dippoldiswalder Heide und der Forstbezirk Bärenfels.
Neben den Naturschutzgebieten, die dem Naturpark Erzgebirge/Vogtland angehören, sind die geschützte Bergwiesen im Osterzgebirge mit einzigartiger Steinrückenlandschaft, das Georgenfelder Hochmoor bei Zinnwald und der Rabenauer Grund besonders zu nennen.

## Geschichte
Der Weißeritzkreis wurde am 1. August 1994 durch die Vereinigung des Landkreises Dippoldiswalde und Landkreises Freital im Rahmen der sächsischen Kreisreform gebildet. Am 1. Juli 1998 wechselte die Stadt Wilsdruff aus dem Landkreis Meißen in den Weißeritzkreis.
Im Zuge der zweiten sächsischen Kreisgebietsreform ist es am 1. August 2008 zur Auflösung des Landkreises gekommen. Durch Fusion mit dem östlich angrenzenden Landkreis Sächsische Schweiz ist der neue Landkreis Sächsische Schweiz-Osterzgebirge entstanden. Bereits in der Phase der freiwilligen Orientierung der Kreiszusammenschlüsse des Freistaates Sachsens (2007) hatten sich beide Kreise darauf verständigt. Sitz des neuen Landratsamts ist Pirna.

## Politik
Einziger Landrat des Weißeritzkreises war Bernd Greif (CDU). Die 54 Sitze im Kreistag verteilten sich zuletzt folgendermaßen auf die einzelnen Parteien:
| Partei                      | Sitze |
| --------------------------- | ----- |
| CDU                         | 28    |
| LINKE                       | 9     |
| Freie Wähler Weißeritzkreis | 8     |
| SPD                         | 4     |
| FDP                         | 3     |
| GRÜNE                       | 2     |

## Städte und Gemeinden
(Einwohnerzahlen vom 31. Dezember 2006)
| Städte 1. Altenberg (5.890) 2. Dippoldiswalde (10.568) 3. Freital (39.114) 4. Geising (3.235) 5. Glashütte (7.515) 6. Rabenau (4.655) 7. Tharandt (5.601) 8. Wilsdruff (13.783) | Gemeinden 1. Bannewitz (10.779) 2. Dorfhain (1.213) 3. Hartmannsdorf-Reichenau (1.212) 4. Hermsdorf/Erzgeb. (981) 5. Höckendorf (3.085) 6. Kreischa (4.441) 7. Pretzschendorf (4.428) 8. Schmiedeberg (4.739) |

Verwaltungsgemeinschaften
- Verwaltungsgemeinschaft Altenberg mit den Mitgliedsgemeinden Altenberg und Hermsdorf/Erzgeb.
- Verwaltungsgemeinschaft Pretzschendorf mit den Mitgliedsgemeinden Hartmannsdorf-Reichenau und Pretzschendorf
- Verwaltungsgemeinschaft Tharandt mit den Mitgliedsgemeinden Dorfhain und Tharandt

## Kfz-Kennzeichen
Am 1. August 1994 wurde dem Landkreis das seit dem 1. Januar 1991 für den Landkreis Dippoldiswalde gültige Unterscheidungszeichen DW zugewiesen, das bis zum 31. Juli 2008 ausgegeben wurde. Seit dem 12. November 2012 ist es im Landkreis Sächsische Schweiz-Osterzgebirge erhältlich.